# Josef Unger (architekt)

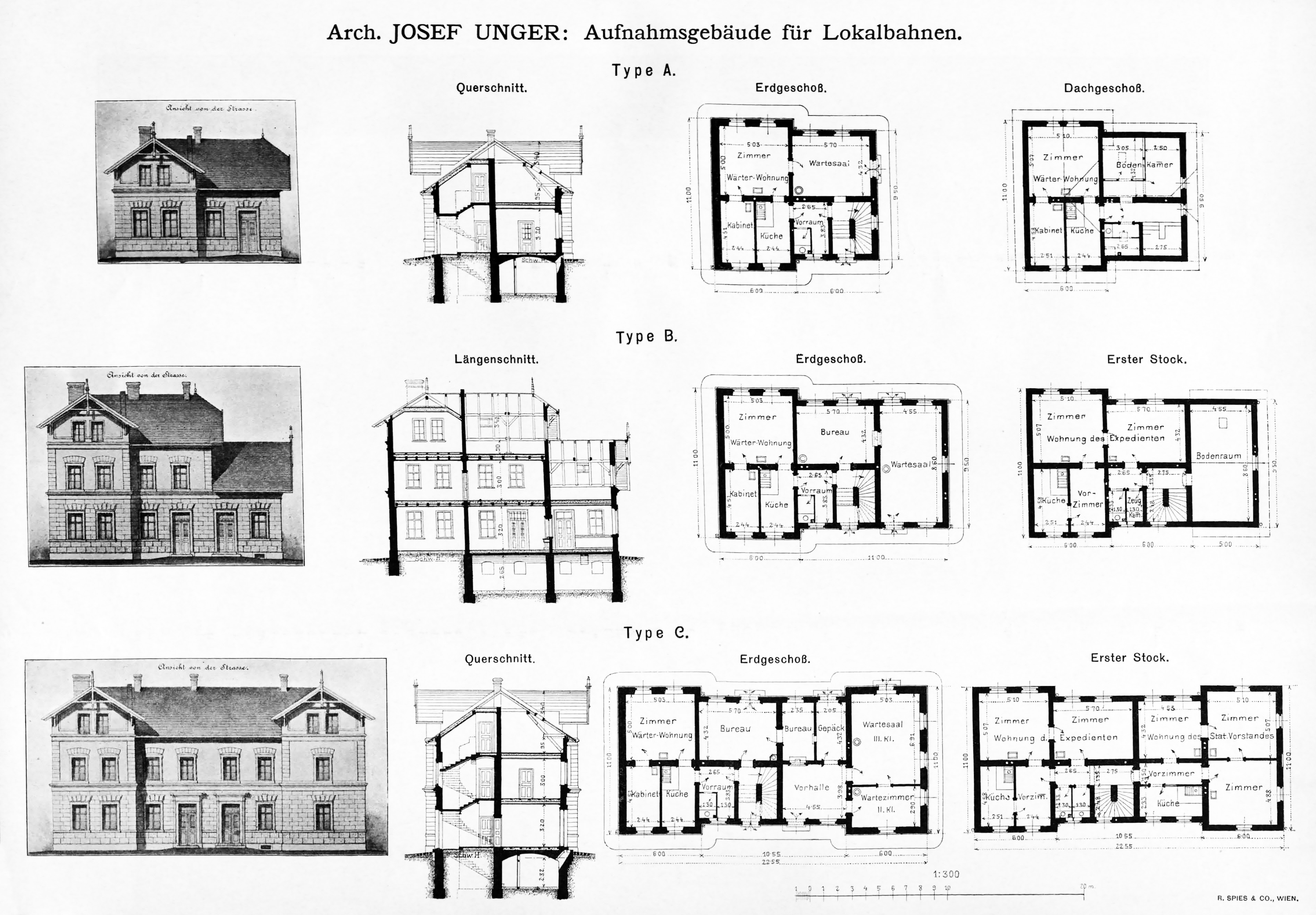
Standardy lokalnych stacji kolejowych Kolei Północno-Zachodniej według Josefa Ungera

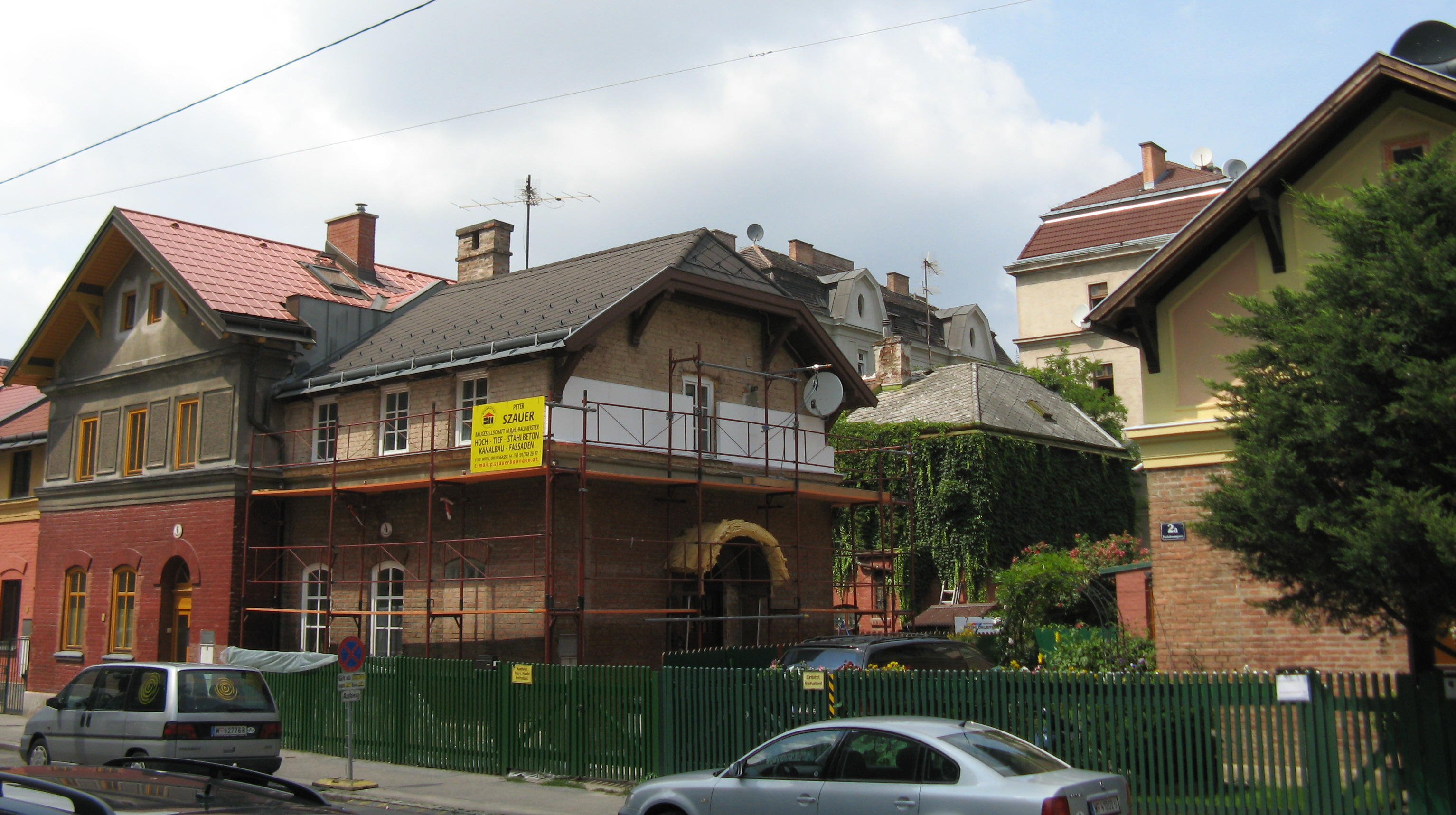
Domy kolejarskie w Wiedniu–Favoriten

Josef Unger (ur. 8 maja 1846 w Komorowicach, zm. 22 grudnia 1922 w Wiedniu) – austriacki inspektor kolejowy i architekt, zajmujący się przede wszystkim budownictwem społecznym.

## Życiorys
Urodził się w Komorowicach, dzisiejszej dzielnicy Bielska-Białej, w rodzinie żydowskiego kupca. Wraz z rodziną przeniósł się później na Morawy, gdzie uczęszczał do szkoły realnej w Brnie, a następnie około roku 1860 do Wiednia. Był jednym z pierwszych żydowskich studentów na wiedeńskiej politechnice, wśród jego nauczycieli był Heinrich von Ferstel. Po studiach, które przypadły na lata 1864–1868, został zatrudniony jako inspektor Austriackiej Kolei Północno-Zachodniej (Österreichische Nordwestbahn), dla której pracował aż do przejścia na emeryturę w 1904 r. Jednocześnie był czynny jako wolny architekt.
Stworzył plany licznych budowli użytkowanych przez Kolej Północno-Zachodnią. Opracował standardy dworców kolejowych dla należących do przedsiębiorstwa linii lokalnych. Najbardziej jednak zasłużył się na polu budownictwa mieszkaniowego dla kolejarzy - wykształcił się w tej dziedzinie podczas licznych podróży do Europy Zachodniej i był autorem licznych publikacji teoretycznych na ten temat.
Działając w Stowarzyszeniu na Rzecz Domów Robotniczych (Verein für Arbeiterhäuser) wzniósł w latach 1886–1887 kolonię domów kolejarskich przy Kiesewetter- i Absberggasse w Wiedniu–Favoriten. Należy ona do najstarszych przykładów budownictwa społecznego w stolicy Austrii. Korzystając ze wzorów angielskich Unger zaprojektował domy szeregowe z przedogródkami lub podwórzami, z mieszkaniami wieloizbowymi (pokój dzienny i dwa/trzy sypialne, co umożliwiało np. dalszy podnajem) z bezpośrednim dostępem do wody w kuchni oraz z WC. W ciągu 25 lat lokatorzy mogli zyskać je na własność. Tego nowoczesnego modelu nie był jednak w stanie w szerszej skali przeforsować i w latach 90. jego drogi ze stowarzyszeniem się rozeszły. W roku 1898 wziął udział w organizowanym przez Fundację Mieszkań Ludowych konkursie na kompleks domów socjalnych w dzielnicy Ottakring. Zaproponował domy skupione wokół jednego wspólnego dziedzińca, przy którym miały się znajdować wspólne pralnie i kuchnie. Zyskał drugą nagrodę i niezwykle przyszłościowy projekt, podobny do niektórych realizacji z okresu międzywojennego, nie doczekał się realizacji. Wybudował za to Unger w tym samym roku dom dla rolników pracujących przy opactwie w Klosterneuburgu, a w roku 1910, również w Klosterneuburgu, dom robotniczy Kreindlhof.